# Sery, Yonne
Sery là một xã của Pháp,tọa lạc ở tỉnh Yonne trong vùng Bourgogne-Franche-Comté.

## Hành chính
| Danh sách các thị trưởng               |              |                 |      |         |
| Giai đoạn                              | Giai đoạn    | Tên             | Đảng | Tư cách |
|                                        | tháng 3 2001 |                 |      |         |
| 1895                                   | 1915         | Isidore Béthery |      |         |
| Tất cả các dữ liệu trước đây không rõ. |              |                 |      |         |

## Thông tin nhân khẩu
| Năm | 1962 | 1968 | 1975 | 1982 | 1990 | 1999 |
| --- | ---- | ---- | ---- | ---- | ---- | ---- |
| Dân số | 68   | 81   | 99   | 85   | 68   | 88   |
| From the year 1962 on: No double counting—residents of multiple communes (e.g. students and military personnel) are counted only once. |      |      |      |      |      |      |